# إلهام (فلم 1931)
إلهام (بالإنجليزية: Inspiration) هو فيلم أبيض وأسود ميلودراما رومانسي أمريكي تم إصداره عام 1931 من قبل مترو غولدوين ماير اقتبسه جين ماركي من رواية ألفونس دوديت القصيرة سافو (1884). الفيلم من بطولة جريتا جاربو وروبرت مونتغمري ولويس ستون ومارجوري رامبو. أخرجه كلارنس براون وإنتاج إيرفينغ ثالبرج. قام بالتصوير السينمائي ويليام إتش دانيلز ، والإخراج الفني لسيدريك جيبونز وتصميم الأزياء لأدريان. عارضة أزياء جميلة تحب التردد على الحياة البوهيمية الباريسية، لأنها تحب العزف مع الفنانين.

## حبكة الرواية
إيفون فالبريت هي امرأة باريسية محتفظ بها وتتظاهر بأنها عارضة أزياء. تقع في حب الطالب الشاب للدبلوماسية الأجنبية ، أندريه مونتيل. عندما علم أندريه بماضيها وعشاقها المتعددين ، يتركها. لكن العثور على إيفون تعيش في فقر عندما تتقاطع طرقهم مرة أخرى ، يدفع لها لتعيش في منزل ريفي خارج باريس وينخرطون في علاقة أفلاطونية. سرعان ما يكشف عن نيته في الزواج من امرأة أخرى حيث تتوسل إليه إيفون ألا يتخلى عنها. أدرك أندريه في النهاية أنه يحب إيفون وقرر اختيار الحب على الوظيفة. عندما يأتي إلى الكوخ ليخبرها ، التقى به أحد عشاق إيفون القدامى وهو يتوسل معها للعودة إليه. قررت على الفور الزواج من أندريه ، ولكن خوفًا من أن تدمر علاقتهما مسيرته المهنية ، اختارت حبيبها القديم وكتبت أندريه مذكرة وداع أثناء نومه.

## روابط خارجية
- Inspiration  في قاعدة بيانات الأفلام على الإنترنت (بالإنجليزية)
- Inspiration على موقع أول موفي.
- Film information at Garbo Forever